# Fabio Colonna
Fabio Colonna (1567-1640) fue hijo de Girolamo Colonna, un filólogo y anticuario que también fue editor de los fragmentos del poeta latino Ennio. Cuando aún era un joven se convirtió en experto en latín y griego antes de asistir a la Universidad de Nápoles, donde se graduó en derecho en 1589. Sufría de epilepsia, lo que le impidió ejercer la abogacía, por lo que recurrió al estudio de los autores antiguos de la medicina, la botánica y la historia natural.
En el período comprendido entre 1606 y 1616, Fabio Colonna estudió los fósiles, buscando evidencias de su origen orgánico.
La publicación de sus primeros trabajos sobre botánica, como De purpura le hizo una celebridad entre los naturalistas y uno de los primeros miembros de la Accademia dei Lincei en Nápoles, que había sido fundada por Federico Cesi en 1612. En los años siguientes, su actividad académica en Lincei fue intensa, incluyendo la redacción del Apiario y Tesoro Messicano que el Lincei publicó en 1625 y 1628.
Colonna se interesó en el recién inventado telescopio y en el microscopio, teniendo correspondencia con Galileo Galilei y otros académicos linceanos sobre astronomía.
En 1625 publicó dos dibujos, Apiarium y Melissographia, con respecto a las abejas .
Colonna también estaba interesado en la música, inventando un instrumento de cuerda, el pentecontachordon, en el que se divide la octava en 17 partes y el tono en 3 partes.

## Publicaciones
- Phytobasanos ("Torture of plants"), Nápoles, 1592.[2]
- Ekphrasis altera, Roma, 1616. Con 156 ilustraciones del propio Colonna y dos apéndices: De Purpura and De glossopetris dissertatio, donde Colonna argumenta a favor del origen orgánico de glossopetrae.
- La sambuca lincea, ovvero dell'istromento musico perfetto, Nápoles,1618, describe la construcción de pentecontachordon.